# San Pablito (Puebla)
San Pablito est une petite ville située sur le flanc du mont Guajalote, dans la Sierra Norte de Puebla (en), au centre-est du Mexique. Elle appartient à la municipalité de Pahuatlán dans l'État de Puebla. Culturellement, elle est dominée par les Otomis bien qu'elle fasse partie de la région de La Huasteca.
San Pablito est surtout connue pour la production commerciale d'un papier d'écorce appelé papier d'amate comme produit artisanal. Ce papier est principalement vendu aux peintres Nahuas du Guerrero, mais il est également vendu seul au niveau national et international. Le papier est fait en grande partie comme il était avant l'arrivée des Espagnols. À l'origine, il n'était fabriquée que par les chamans de la région à des fins rituelles, mais aujourd'hui, la production commerciale est surtout assurée par les femmes et les enfants de la ville, car de nombreux hommes sont partis travailler aux États-Unis.